# Monty Python i Sveti gral (1975.)
Monty Python i Sveti gral (eng. Monty Python and the Holy Grail) je film komičarske grupe Monty Python iz 1975. godine; režirali su ga Terry Jones i Terry Gilliam.
Film je utemeljen na legendi o kralju Arthuru i njegovom traženju Svetog grala. Film je očigledna parodija na englesku tradiciju pričanja priča o Vitezovima Okruglog stola. U filmu je korištena i parodija trojanskog konja, međutim u ovom slučaju to je ogromni drveni zec, u kojeg su se skrili glavni protagonisti filma.
Budžet filma bio je nedovoljan za uporabu konja. Umjesto toga štitonoše vitezova su opremljeni kokosovim orasima koje udaraju jedne o druge dok hodaju, i na taj na čin proizvode zvuk sličan onim konjskih potkova. Sami vitezovi koriste također specifičan hod, oponašajući izgled jahača na konjima.

## Radnja
Radnja filma je smještena u 932.godinu kada kralj Arthur i njegovi vitezovi tragaju za Svetim gralom. Na tom putu susreću npr. crnog viteza koji čuva prijelaz preko mosta, na omanjem potoku. Crni vitez odbija se skloniti iako su mu obe ruke i noge otsječene. Poslije toga dolaze u selo, u kojem je upravo suđenje jednoj ženi optuženoj da je vještica. Jedan od svjedoka tvrdi da ga je ona pretvorila u vodenjaka. Sljedeće stajalište bio je dvorac iz kojeg ih Francuzi vrijeđaju i na njih katapultiraju kravu. Sir Bedevere predlaže gradnju ogromnog drvenog zeca i da se oni sakriju unutar njega, kao što su Grci učinili u Ilijadi kako bi osvojili utvrdu. Nakon što ga sagrade, ostavljaju ga pred vratima dvorca, međutim zaborave se sakriti u njega, te ga Francuzi katapultiraju na njih. 
U mističnoj šumi kralj Arthur i njegovi sljedbenici susreću vitezove koji govore "Ni". Ovi vitezovi su obučeni u crne oklope i kacige s nekom vrstom životinskog roga na njima. Njihov vođa je očigledno visoki vitez (glumi ga Michael Palin), koji stoji na ljestvama, i koji za slobodan prolaz traži na dar grm. Kada su ga dobili traže od kralja Arthura da sruši najveće stablo u šumi koristeći samo haringu. Kralj Arthur zapaža da vitezovi koji su prije govorili "Ni" ne vole kada se spomene riječ  "it" i prolaze pokraj njih.
Poslije susreta s čarobnjakom Timom i strašnim zecom ubojicom, na kraju dolaze do utvrde Aaaargh gdje se nalazi Sveti gral.
Ipak ne uspijeva im dočepati se Grala jer su Francuzi zauzeli utvrdu. U zadnjoj sceni filma, engleska policija uhićuje kralja Arthura i njegovoj jedinog preostalog viteza, sira Bedeverea.

## Uloge (izbor)
- Graham Chapman - Kralj Arthur, božji glas
- Terry Jones - Sir Bedevere
- Michael Palin - Sir Galahad - The Pure
- John Cleese - Sir Lancelot - The Brave
- Eric Idle - Sir Robin - The Not-Quite-So-Brave-As-Sir-Lancelot
- Terry Gilliam- Patsy

## Vanjske poveznice
- Monty Python i Sveti gral u internetskoj bazi filmova IMDb-a